# لؤي البسيوني
لؤي محمد حسان البسيوني (بالإنجليزية: Loay Elbasyouni)‏ هو مهندس كهربائي فلسطيني ترأس فريق تطوير الإلكترونيات والتحكم في المحركات الجانبية والمحركات الدفع الكهربائي «لمروحية إنجينويتي المريخية» الروبوتية المسؤولة عن جمع البيانات في كوكب المريخ.

## النشأة
ولد في ألمانيا بينما كان والده يدرس الطب هناك، عادت عائلته إلى غزة وهو في الخامسة من عمره، عاش فترة الإنتفاضة الأولى وتلقى تعليمه الإبتدائي والثانوي في مدارس وكالة الأمم المتحدة لإغاثة وتشغيل اللاجئين الفلسطينيين (أونروا).

## من غزة إلى ناسا
غادر غزة لطلب العلم، فحصل على منحة جزئية للدراسة في إحدى جامعات ولاية بنسلفانيا عام 1998، ثم انتقل لولاية كنتاكي للعمل والدراسة حيث درس الهندسة الكهربائية. انقطع عن دراسته وكان يعمل خلال الدراسة لضيق الحال بعد تجريف الإحتلال الإسرائيلي بساتين والده. أنهى دراسته الجامعية الأولى عام 2004 في الهندسة، ثم الماجستير في الهندسة الكهربائية من جامعة لويفيل عام 2005. عمل في شركة «جنرال الكتريك» على مشروع تطوير السيارات الكهربائية، انتقل للعمل على تطوير المحركات الخفيفة جدا للطائرات الكهربائية المسيرة في شركة أمريكية تعمل لصالح ناسا.
ترأس على فريق المهندسين لتصميم نظام الدفع الكهربائي للمروحية الروبوتية «إنجينويتي» التي يتوجب أن لا يتعدى وزن محركها 20 غرام لتحملها المركبة المسماة برسفيرنس- وتستطيع الطيران والتنقل على سطح المريخ في ظروف شديدة البرودة ودرجة حرارة -100 وشبه إنعدام الهواء.كما شارك في الفرق الأخرى لمهمة المريخ العالم التونسي محمد عبيد والمغربي كمال الودغيري.

## وصوله إلى غزة
لم يتمكن من لقاء أهله بعد خروجه من غزة بسبب الأحداث المستمرة وإغلاق المعابر إلا في عام 2000، ولم يتسن له لقاء عائلته بعدها إلا عام 2011 في ألمانيا.

## الأوسمة والمكافآت
1. عضوية جمعية IEEE Power Electronics Society[16]
2. تكريمه من UNRWA لعمله المتفاني[17]
3. جائزة John L. "Jack" Swigert Jr. لاستكشاف الفضاء من وكالة ناسا[18]

## طيران إنجينويتي
قامت المروحية بأول رحلة طيران لها علي سطح المريخ بنجاح في 19 أبريل 2021، 11:30 ت ع م، لتكون أول رحلة طيران على كوكب آخر.